# Tempel van de heilige strijdwagens
De Tempel van de heilige strijdwagens (Latijn:Aedes Tensarum of Tensarium) was een tempel op de Capitolijn in het oude Rome.
De tempel stond bij de Tempel van Jupiter Optimus Maximus en speelde een rol in de godsdienstige processies. Hier werden de wagens gestald, waar tijdens bepaalde ceremonies de godsbeelden mee werden vervoerd. Mogelijk werd in deze tempel ook de strijdwagen bewaard, die gebruikt werd tijdens de triomftochten.